# Змочений периметр

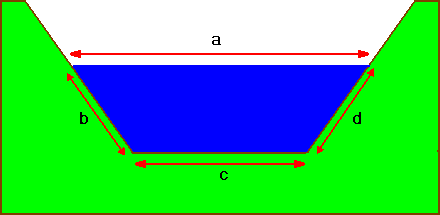
Визначення змоченого периметра

Форма змоченого периметра для різних типів каналів

Змо́чений пери́метр (англ. wetted perimeter) — частина периметра живого перерізу потоку рідини, по якій рідина стикається зі стінками, що її обмежують.
Визначається як довжина лінії стикання рідини зі стінкою у розглянутому перерізі. У відкритому потоці каналу, змочений периметр визначається як розмір дна каналу і бокових стінок, що знаходяться у контакті з рідиною у заданому перерізі. Для прикладу, наведеному на рисунку довжина змоченого периметра визначається як сума довжин сторін b, c, d:
{\displaystyle \chi =b+c+d}
Втрати на тертя зазвичай зростають зі збільшенням змоченого периметра. Поняття змоченого периметра використовується при визначенні гідравлічного радіуса.